# 尖喙隔距兰
尖喙隔距兰（学名：Cleisostoma rostratum）为兰科隔距兰属下的一个种。

## 扩展阅读
- 維基物種上的相關：尖喙隔距兰